# معمل أبحاث البحرية الأمريكية
معمل أبحاث البحرية الأمريكية  (بالإنجليزية: United States Naval Research Laboratory)هو مركز أبحاث القوات البحرية للولايات المتحدة الأمريكية لأغراض البحث العلمي والتطوير في مجال خدمة البحرية الأمريكية وقوات البحرية. افتتح المعمل عام 1923 بتأييد من توماس إديسون. ففي مايو عام 1915 نشرت صحيفة مجلة نيويرك تايمز ما كتبه إديسون، «أن على الحكومة إنشاء مركز كبير للأبحاث.. حيث فيه يمكن تطوير كل أنواع العتاد الحربي للجيش وللبحرية وتقدمها بدون تكلفة كبيرة.» 
وفي عام 1946 وبعد إنشاء مؤسسة تسمى إدارة أبحاث البحرية وضعت تحت إدارة رئيس أبحاث البحرية. وحاليا بعد أن أنشأت عام 1992 وقامت البحرية الأمريكية بدعم أجهزة أبحاثها وقدرتها على التطوير أصبحت معملا متكامل. ووصلت ميزانية المعمل 2و1 مليار دولار عام 2008 .

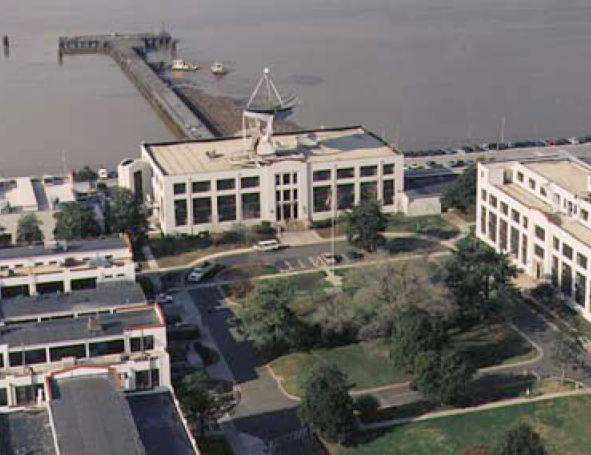
معمل أبحاث البحرية الأمريكية في بوتوماك ريفر، واشنطن العاصمة.

## مهماته أثناءالحرب العالمية الثانية
وصل عدد العاملين في المعمل نحو 4400 بين عام 1941 و1946 وزادت ميزانيته من 7و1 مليون دولار إلى 7و13 مليون دولار أمريكي، كما زاد عدد المنشآت من 23 مبنى إلى 67 وزاد عدد المشروعات في البحث العلمي من 200 إلى نحو 900. وأثناء الحرب كانت المجهودات العلمية موجهة إلى البحث التطبيقي. فابتكرت أجهزة إلكترونية مثل الراديو والرادار والسونور (قياس صدى الصوت في الماء). كما ابتكرت أجهزة مضادة لها. وابتكرت أنواع من الطلاء، و شرائط موميضية وعلامات وميضية للإنقاذ في البحر. كما اختبرت طريقة التخلل الحراري لفصل النظائر، وقدمت بعض مستخرجاته من اليورانيوم-235 لبناء واحدة من القنابل الذرية الأولى. كما قام المعمل باختبارات على أجهزة تستعملها البحرية الأمريكية وقامت بتقييم جودتها.

## بحوث علمية أخرى
اهتم المعمل بعد الحرب العالمية الثانية بالبحث في مجال الأشعة السينية واشعة جاما. ونال أثنان من المعهد وهما هربرت هاوبتمان ويروم كارلي جائزة نوبل في الكيمياء عام 1985 عن انجازاتهما في دراسة تركيب الجزيئات.
وكثير من تطبيقات مشروعات هذا المعمل تستخدم مدة طويلة بدون العلم بانها من إنتاجة. ومثال على ذلك مايسمى أونيون روتينج Onion Routing.

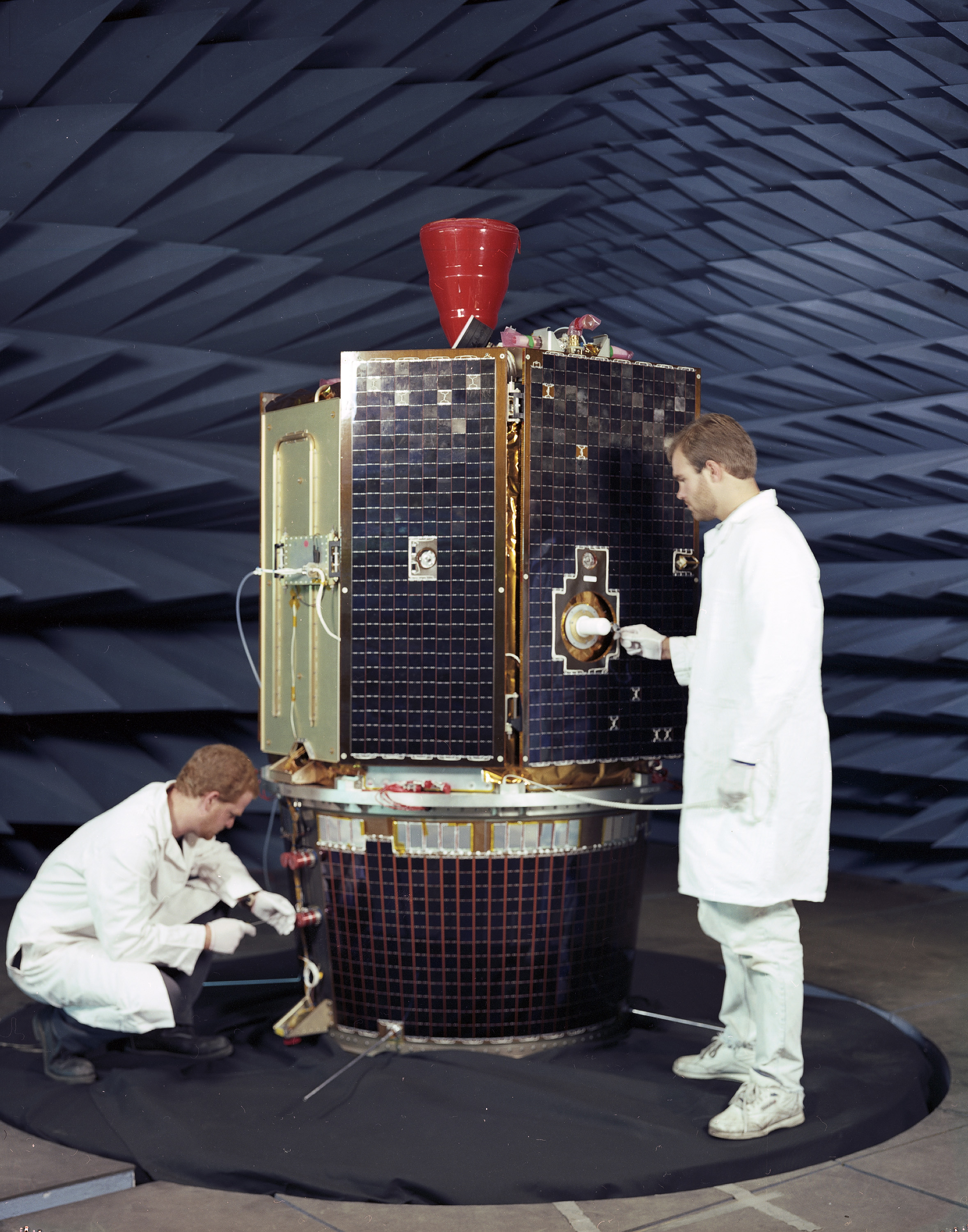
المسبار كلمنتين إلى القمر عام 1993، قم معمل البحرية الأمريكية ببنائه.

كما يشترك المعمل في تهيئة نظام التموضع العالمي ويقوم ببناء أقمار صناعية مثل مسبار كلمنتين إلى القمر.
ويعمل المعمل حاليا من بين مايقوم به من أبحاث تطبيقية في فيزياء البلازما وخواص المواد والحرب الإلكترونية.

## وصلات خارجية
- Homepage des US Naval Research Laboratory

## اقرأ أيضا
- ليزر إكسيمر
- جيش الولايات المتحدة